# Mühlentor (Lübeck)

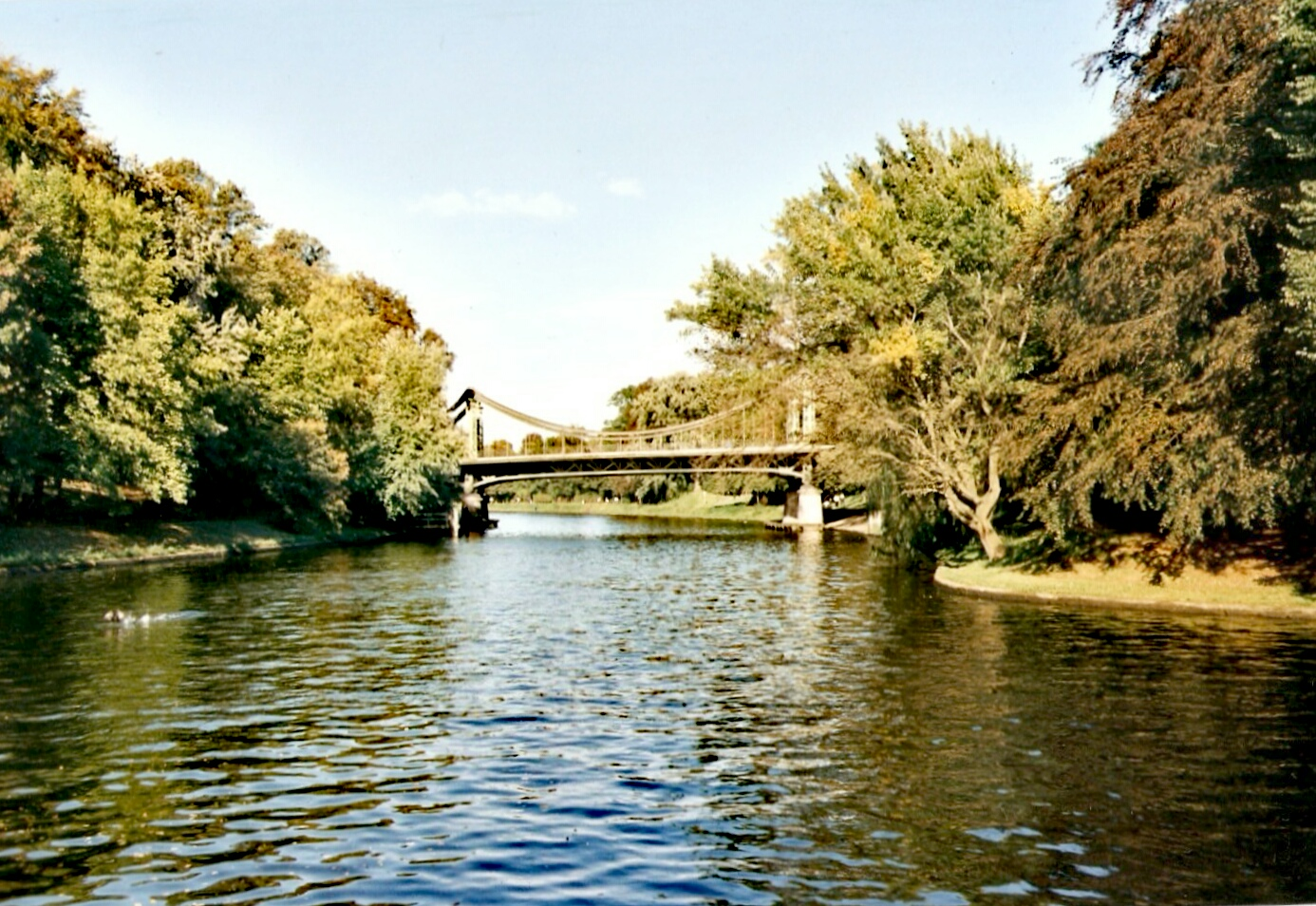
Mühlentorbrücke um 2000 ohne Pylonenköpfe

Mühlentorbrücke um 1903

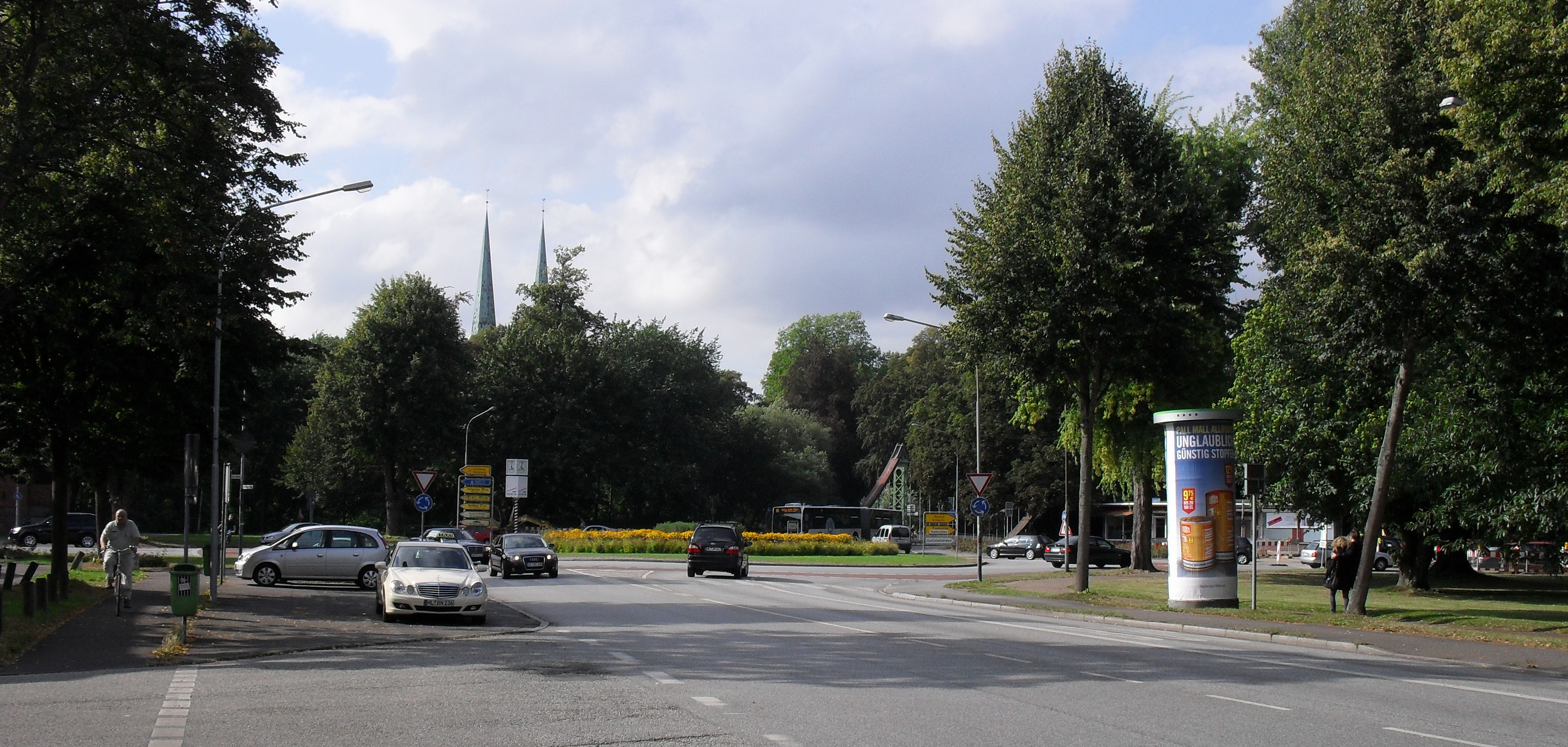
Der Mühlentorplatz, dessen nähere Umgebung heute als Mühlentor bekannt ist

Mühlentor ist die zusammenfassende Bezeichnung für die Stadttor-Anlage der Lübecker Stadtbefestigung, welche den Eingang zur Stadt von Süden her sicherte. Daneben findet der Begriff bis in die Gegenwart Verwendung als Bezeichnung für den Teil von Lübeck-St. Jürgen, der das unmittelbare ehemalige Torvorland umfasst.
Insgesamt bestand die Mühlentor-Anlage aus vier hintereinander gestaffelten Toren, die in verschiedenen Jahrhunderten errichtet wurden, wobei die jüngeren den älteren vorgelagert wurden. Allerdings existierten zu keinem Zeitpunkt alle vier Torbauten zugleich.

## Die vier Mühlentore
Die Anfänge der Mühlentor-Anlage gehen zurück auf die Errichtung der Stadtmauer im 13. Jahrhundert. Zu jener Zeit entstand hier der früheste Torbau, das spätere innere Mühlentor, dessen Existenz 1242 zum ersten Mal schriftlich dokumentiert ist. Dieser Torturm, der den Zugang zur Mühlenstraße schützte, entstand als Befestigung des Durchlasses durch die Stadtmauer, durch den die Straße in Richtung Lauenburg (Salzstraße) führte.
Diese erste einfache Toranlage wurde im 14. Jahrhundert durch das später so bezeichnete gotische mittlere Mühlentor ergänzt, das aus zwei Türmen mit sechseckigem Grundriss und einem dazwischenliegenden Torhaus bestand und 1399 erstmals erwähnt wurde.
Im Zuge des Ausbaus der Stadtbefestigung durch Rondelle im 16. Jahrhundert wurde ein weiterer vorgelagerter Torbau errichtet, das äußere Mühlentor, dessen dem Holstentor nachempfundene mächtige Doppelturm-Anlage in Renaissanceformen vorwiegend der Repräsentation diente. In den ersten Augusttagen 2025 wurden bei Straßenbauarbeiten in 40 cm Tiefe Teile des Backsteinfundaments dieses äußeren Mühlentores freigelegt.
Bei der Modernisierung der Stadtbefestigung im 17. Jahrhundert, als die Rondellanlagen durch Wälle nach dem neuen Bastionärsystem ersetzt wurden, wurde das äußere Mühlentor 1662/63 wieder abgerissen und 1683 durch ein viertes Mühlentor, das in die neuen Festungswälle integrierte Mühlentor-Kurtinentor, ersetzt.
Das Mühlentor-Kurtinentor wurde 1798 bei der Beseitigung der Wälle abgetragen, das mittlere Mühlentor 1809, und das innere Mühlentor wurde als letztes verbliebenes Tor der Mühlentor-Anlage 1861 abgerissen.

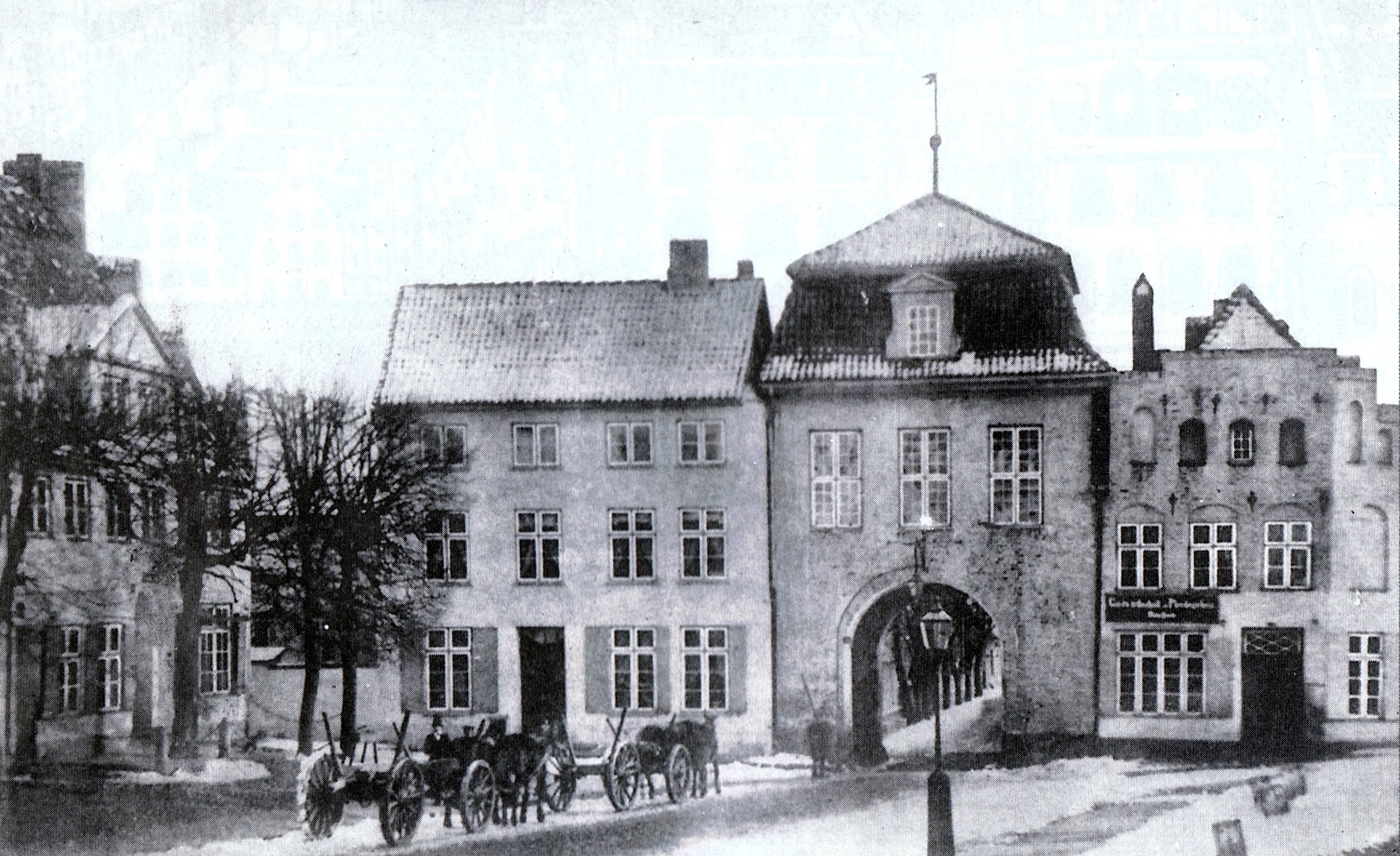
Die Stadtseite des inneren Mühlentores im Jahre 1858. Einzige Fotografie des Tores. Am äußersten linken Bildrand der Alte Zolln.

## Geschichte

### Inneres Mühlentor
Das innere Mühlentor entstand als älteste Befestigung des südlichen Durchlasses durch die Stadtmauer, durch welchen die Straße in Richtung Lauenburg (Salzstraße) führte. Es wurde erstmals im Jahre 1242 urkundlich erwähnt.
Bei dem Bauwerk handelte sich um einen in Ziegelbauweise errichteten Torturm von annähernd quadratischem Grundriss. Über die ursprüngliche äußere Gestalt gibt es keine gesicherten Erkenntnisse; die älteste bildliche Darstellung auf der Lübecker Stadtansicht des Elias Diebel stammt von 1552 und zeigt das Tor als zweistöckigen Bau mit Satteldach.

Modellbau des inneren Mühlentores (Stadt- u. Feldseite)

Eine im Jahre 1700 durchgeführte Bauaufnahme erwähnt an Feld- und Stadtseite angebrachte Wappentafeln über dem Torbogen. Jeder bestand aus einem Doppeladler, getragen von zwei Löwen als Schildhalter und versehen mit der Jahresangabe Anno domini 1553. Es ist nicht bekannt, worauf diese Jahreszahl Bezug nahm. Die Wappentafeln kamen im Verlauf des 18. Jahrhunderts abhanden.
1776 wurde das innere Mühlentor umfassend renoviert; das Satteldach wurde dabei durch ein Mansarddach ersetzt. Eine letzte Bauaufnahme von 1855 hielt fest, dass das Tor eine Seitenlänge von neun mal neun Metern hatte; Außen- und Innenmauer waren 1,30 Meter stark, die Seitenmauern je 1,70 Meter. Die Höhe des Turms bis zum Dachansatz betrug 10,70 Meter. Die Tordurchfahrt war mit einem Kreuzrippengewölbe, das vermutlich nicht aus der Erbauungszeit im 13. Jahrhundert stammte, eingewölbt.

1861 wurde das innere Mühlentor als letztes der vier Tore der Mühlentoranlage abgebrochen. Es sind keinerlei Reste vorhanden.

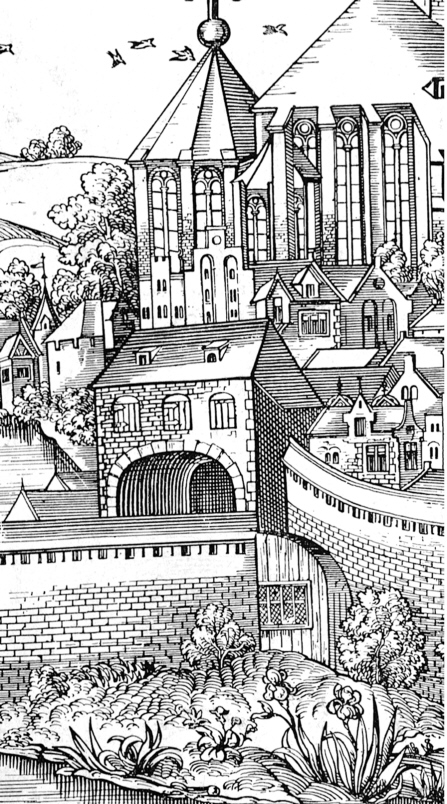
Das innere Mühlentor auf der Lübecker Stadtansicht des Elias Diebel, 1552
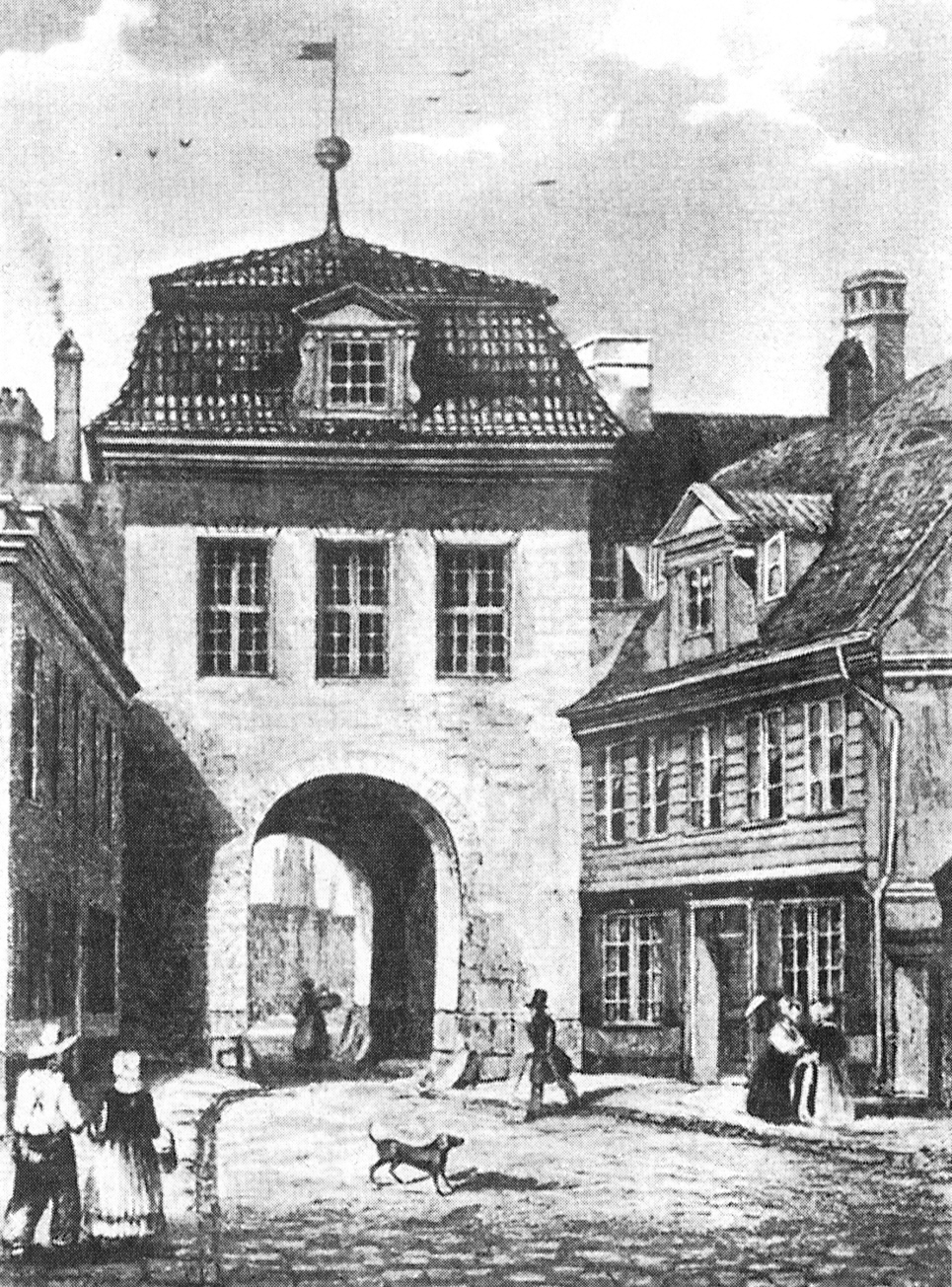
Die Feldseite des inneren Mühlentores im Jahre 1840

### Mittleres Mühlentor

Modellbau des mittleren Mühlentores (Stadt- u. Feldseite)

Das Entstehungsjahr des mittleren Mühlentors ist nicht bekannt; die älteste urkundliche Erwähnung stammt jedoch aus dem Wette-Rentenbuch im 1399. Es wird vermutet, dass das Tor bis zur Aufschüttung des östlich flankierenden Mühlentorrondells und des sich westlich anschließenden Festungswalls 1550 ein Wassertor war; archäologisch nachweisen ließ sich diese Annahme bislang jedoch nicht.
Bis zum Bau des äußeren Mühlentors in den Jahren 1549 bis 1553 stellte das mittlere Mühlentor das am weitesten vorgelagerte Tor der Gesamtanlage dar und war somit in jener Zeit das eigentliche äußere Mühlentor.
Das mittlere Mühlentor bestand aus zwei bis zum Dachansatz jeweils 9 Meter hohen Türmen mit sechseckigem Grundriss, in der unteren Hälfte verbunden durch einen Mittelbau mit Treppengiebel, durch den die Tordurchfahrt führte. Oberhalb des Torbogens war feldseitig ein doppelköpfiger Reichsadler angebracht. Die Obergeschosse der Türme waren durch einen brückenartigen hölzernen Wehrgang verbunden. Auf den Türmen befanden sich spitze gotische Pyramidendächer. Abgesehen von dem Wappenadler wies das Tor keine nennenswerten Schmuckelemente auf. Im Jahre 1678 wurden die baufälligen Pyramidendächer abgetragen und durch niedrige, geschwungene welsche Hauben nach dem Geschmack der Zeit ersetzt.
1808/09 wurde das mittlere Mühlentor vollständig abgebrochen.

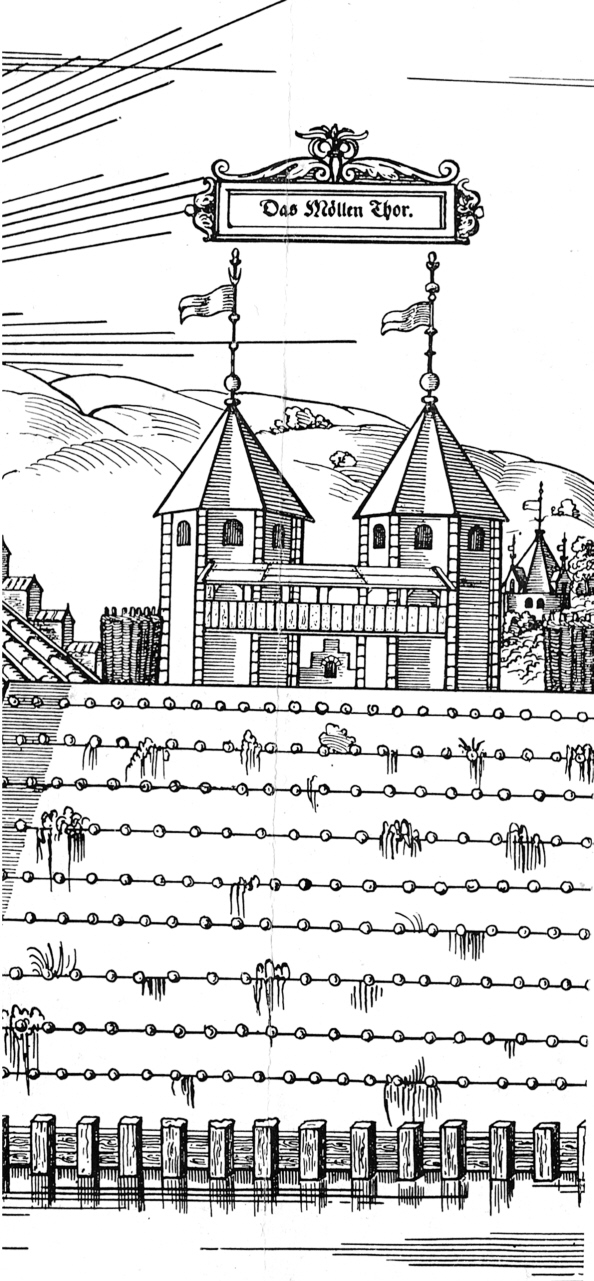
Darstellung des mittleren Mühlentors auf der Lübecker Stadtansicht des Elias Diebel von 1552
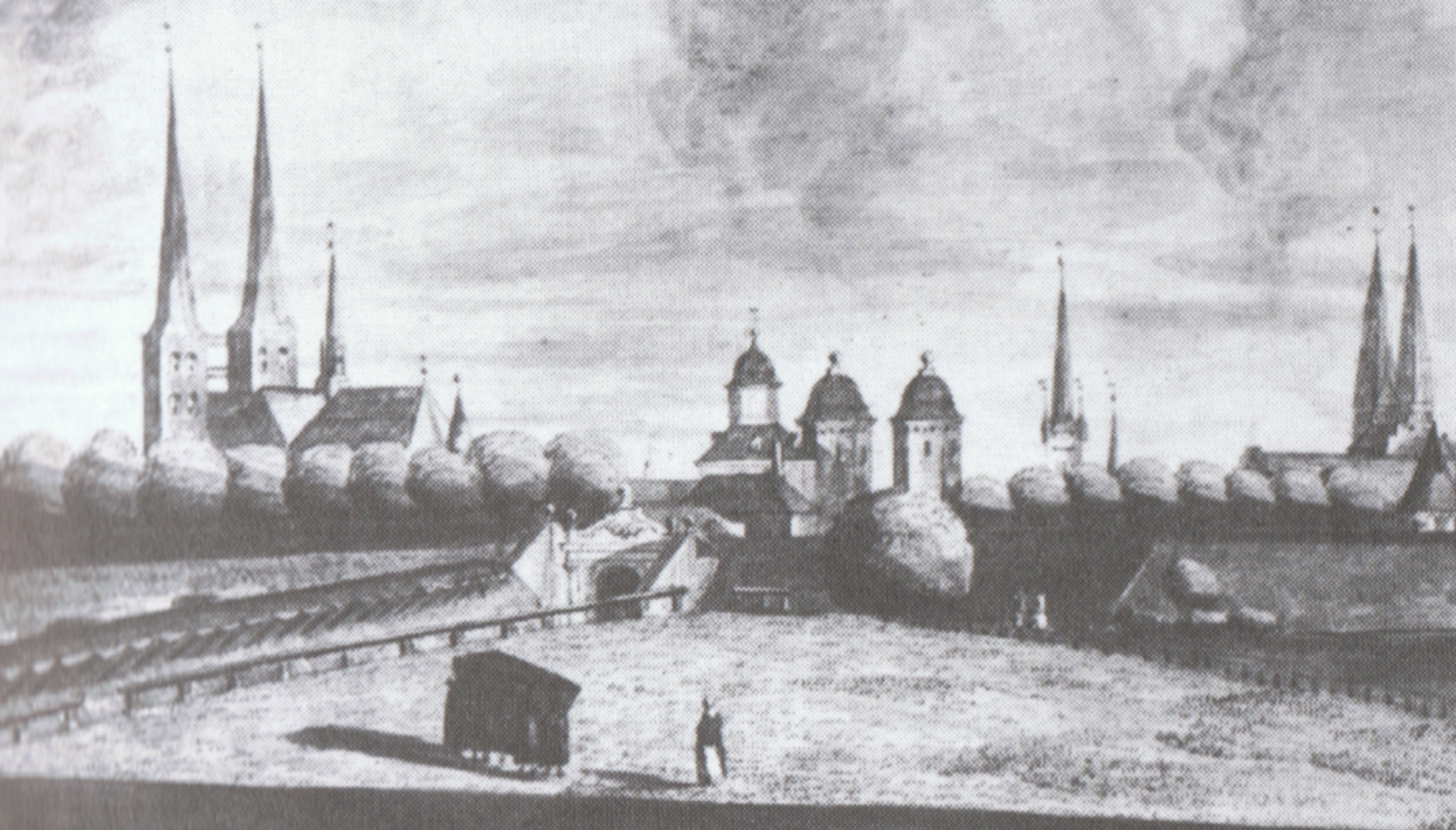
Die mit welschen Hauben bekrönten Doppeltürme des mittleren Mühlentors um 1779

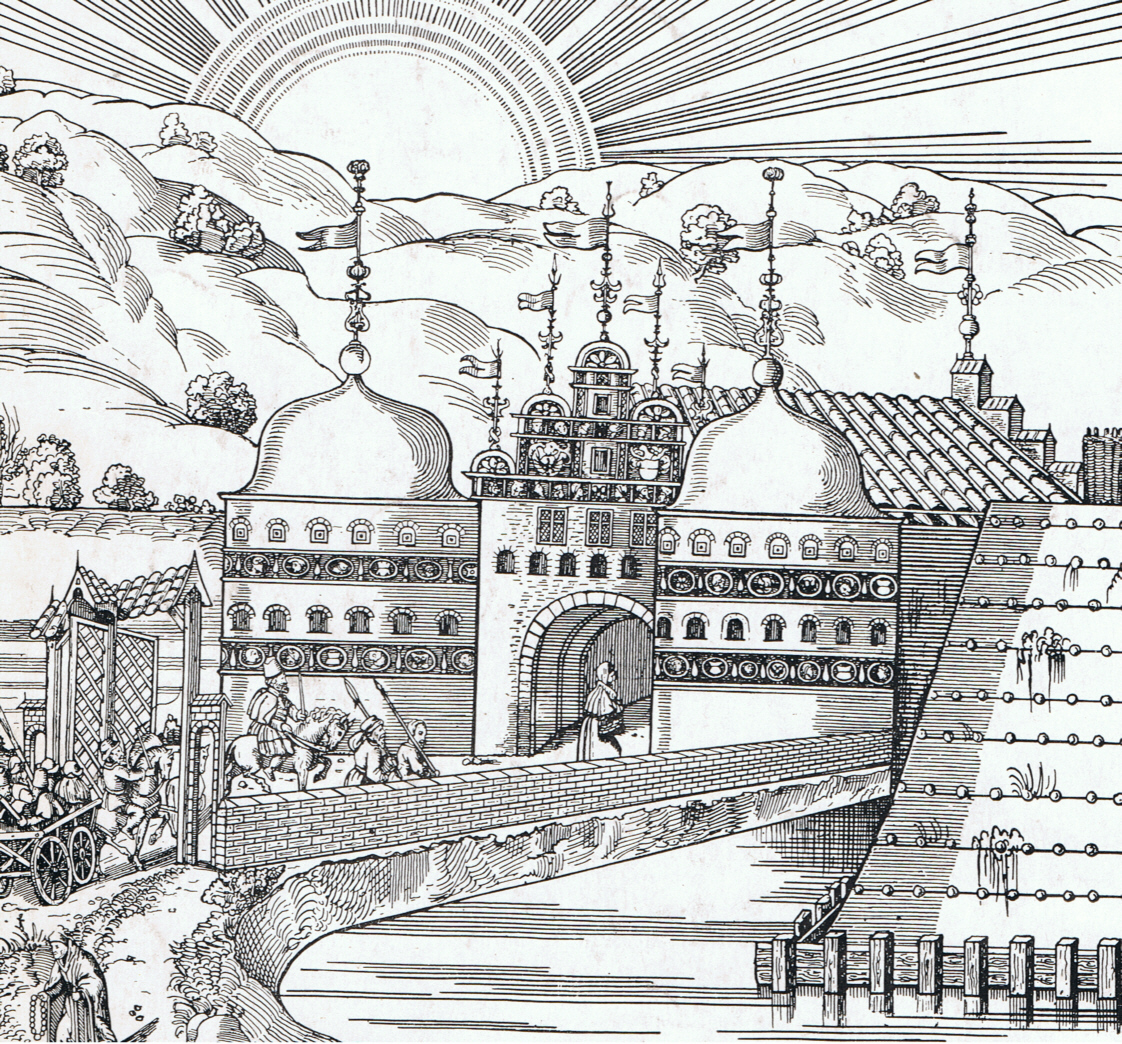
Das äußere Mühlentor auf der Lübecker Stadtansicht des Elias Diebel, 1552

Modellbau des äußeren Mühlentores (Stadt- u. Feldseite)

### Äußeres Mühlentor
Im Zuge der Modernisierung der Lübecker Stadtbefestigung durch die Aufschüttung von Rondellen in den Jahren 1549 bis 1553 wurde das äußere Mühlentor 1550 in Ziegelbauweise errichtet. Es war dem nunmehrigen mittleren Mühlentor vorgelagert. Erstmals erwähnt wurde es im Erbauungsjahr, als Reimar Kock in seiner Chronik von dem Bau berichtet: In diessen Samer nam sich ein Rath von Lübeck vore, ein herlick Gebuwede vor dem Mohlendore zu bawen. Dat meste Volck, dat tho Lübeck ut dem dudeschen Lande kumpt, dat moth in dat sülvige Mohlendore kamen.
Das beiderseitig mit Treppengiebeln im Stil der Weserrenaissance versehene eigentliche Torhaus wurde zu beiden Seiten flankiert von mächtigen Rundtürmen von je etwa 15 Metern Durchmesser, die von geschweiften Dachhauben bekrönt waren. Die aufwendigen Dachkonstruktionen wurden jedoch später durch Kegeldächer ersetzt. Beide Türme waren verziert mit jeweils zwei umlaufenden Terrakotta-Friesen aus der Werkstatt des Statius von Düren, die unter anderem das Lübecker Wappen mit Doppeladler zeigten.
Das äußere Mühlentor folgte dem architektonischen Vorbild des Holstentores, war jedoch im Unterschied zum älteren gotischen Bauwerk in der Formensprache der Renaissance errichtet. Dabei war besonderes Augenmerk auf eine repräsentative Gestaltung gelegt worden, da das äußere Mühlentor als Prunktor konzipiert war, das dem Ankommenden den Reichtum der Stadt vor Augen führen sollte.
Bereits nach wenig mehr als hundert Jahren wurde das äußere Mühlentor 1662/63 vollständig abgebrochen, da es ein Hindernis bei der erneuten Modernisierung der Befestigungen nach dem Bastionärsystem darstellte.

### Mühlentor-Kurtinentor

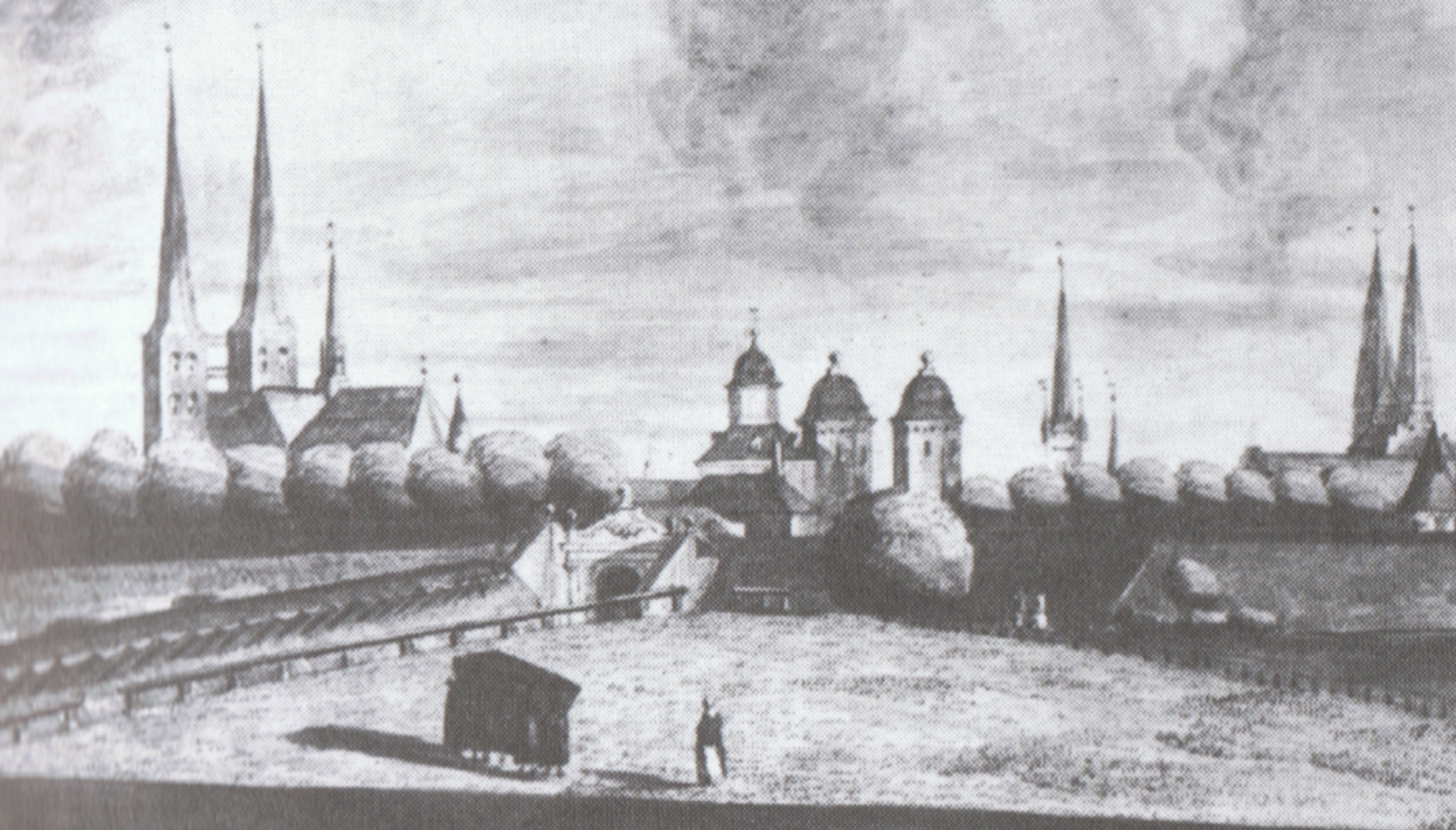
Das Mühlentor-Kurtinentor um 1779. Ausschnitt aus einem Gemälde von Johann Marcus David.

Das Kurtinentor entstand als letztes und äußerstes Tor der Mühlentor-Anlage im Zuge der Modernisierung der Stadtbefestigung im 17. Jahrhundert, als die Rondellanlagen durch Wälle nach dem neuen Bastionärsystem ersetzt wurden. 1670 entstand ein Vorwerk in Form einer spitzwinkligen Bastion, das dem Standort des 1662/63 abgetragenen äußeren Mühlentors vorgelagert war. In den Wall eingelassen war das 1683 erbaute neue Stadttor, das als Kurtinentor kaum die Wallkrone überragte und stadtseitig einen kleinen Turmaufbau aufwies. Der vorgelagerte Ravelin der Bastion erhielt 1705 gleichfalls einen Tordurchlass.
1798 wurde die baufällig gewordene Gesamtanlage des Kurtinentors beseitigt, als die Wälle der Bastion abgetragen wurden. Das Stadttor wurde durch ein einfaches Gittertor mit Wachhaus ersetzt.

## Nachbau / Teilnachbau
Als Eingangsportal zum Gelände der 1895 in Lübeck ausgerichteten Deutsch-Nordischen Handels- und Industrie-Ausstellung wurde ein Nachbau des mittleren Mühlentors in Originalgröße errichtet. Dieses Tor befand sich jedoch nicht am Standort des Vorbildes, sondern an der Moltkestraße. Bei seiner Konstruktion war dem Architekten ein Fehler unterlaufen, der bis heute auf Fotografien erkennbar ist: Statt der sechseckigen Türme des Originals hatte man den Nachbau mit achteckigen Türmen errichtet.
Der Nachbau war nicht als dauerhaftes Gebäude konzipiert und dementsprechend nur aus Holz und Pappe errichtet. Er wurde nach Abschluss der Ausstellung wieder beseitigt.
Einer der Rundtürme des äußeren Mühlentors diente 1936 als Vorbild für einen Hochbunker unweit des Standortes des Vorbildes. Der Bunker existiert bis heute, der vorgesehene Schmuck in Form von Terrakotta-Friesen wurde jedoch nie fertiggestellt.

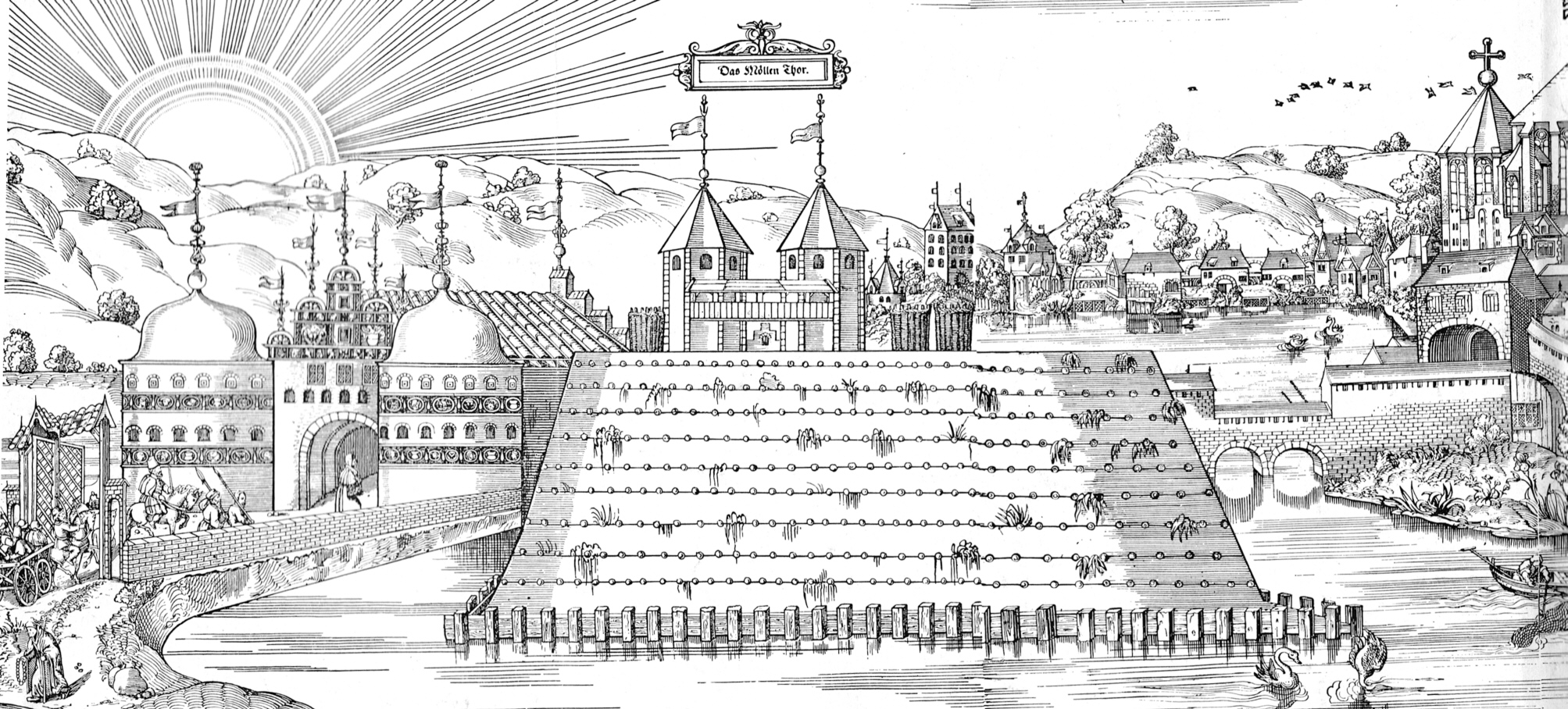
Die Mühlentor-Anlage im Jahr 1552
Nachbau des mittleren Mühlentors, 1895
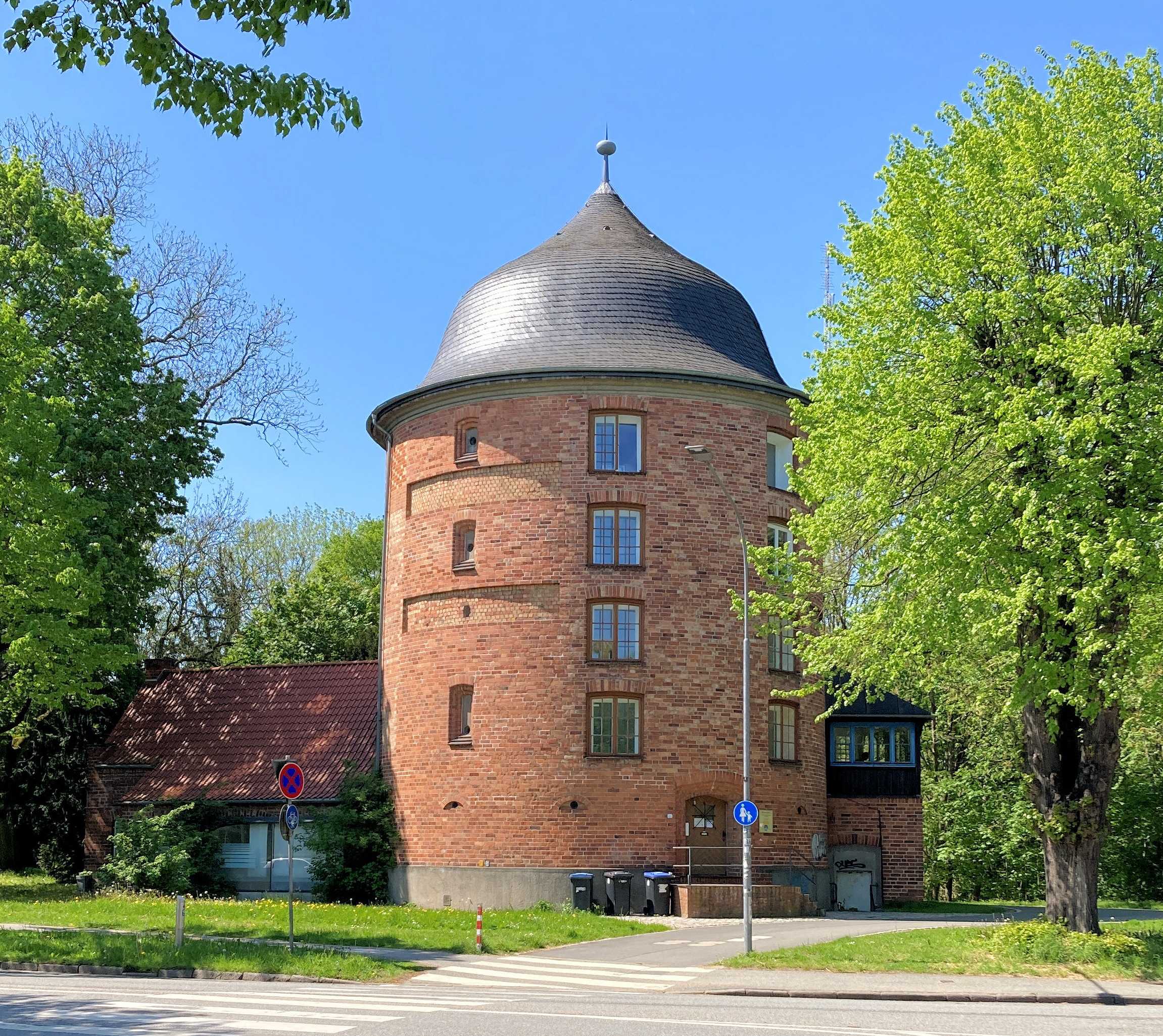
Bunker in Gestalt eines Turms des äußeren Mühlentors